# Bräntberget
Bräntberget este o arie protejată (arie specială de conservare — SAC, sit de importanță comunitară — SCI) din Suedia întinsă pe o suprafață de 59,7 ha, integral pe uscat.

## Localizare
Centrul sitului Bräntberget este situat la coordonatele 62°48′39″N 16°17′57″E / 62.8109°N 16.2993°E.

## Înființare
Situl Bräntberget a fost declarat sit de importanță comunitară în iulie 2000 pentru a proteja 1 specie de plante. Situl a fost protejat și ca arie specială de conservare în martie 2011.

## Biodiversitate
Situată în ecoregiunea boreală, aria protejată conține 4 habitate naturale: Taiga vestică, Mlaștini alcaline, Mlaștini împădurite, Păduri fino-scandinave bogate în ierburi cu Picea abies.
La baza desemnării sitului se află o specie protejată de  plante: Calamagrostis chalybaea.